# ChipSoft
ChipSoft B.V. is een Amsterdams softwarebedrijf dat zich bezighoudt met het ontwikkelen van software voor de zorgsector.
Het platform HiX (Healthcare Information eXchange), een totaaloplossing voor zorginstellingen, is door ChipSoft ontwikkeld en wordt door diverse ziekenhuizen in Nederland en België gebruikt als ziekenhuisinformatiesysteem (ZIS) en voor het bijhouden van het elektronisch patiëntendossier (EPD). Met HiX werd ChipSoft in 2018 marktleider in Nederland als leverancier van EPD-software. In 2022 maakte ongeveer 70% van alle ziekenhuizen in Nederland gebruik van HiX.

## Geschiedenis
ChipSoft B.V. werd in 1986 opgericht door Gerrit Mulder en zijn zoon Hans Mulder. Gerrit Mulder was destijds werkzaam als chirurg in het Amsterdamse BovenIJ Ziekenhuis en kwam op het idee om administratieve processen te automatiseren met behulp van een te ontwikkelen computerprogramma. Zo zou er meer tijd zijn voor de behandeling van patiënten. Uit het idee dat ook collega's gebruik zouden kunnen en willen maken van dergelijke software, richtten zij samen het bedrijf ChipSoft op.

### Facturatieprogramma
Het bedrijf richt zich na de oprichting in 1986 in eerste instantie op de ontwikkeling van een facturatieprogramma voor medisch specialisten. Via dit programma kan de administratie van facturen richting patiënten, en later richting zorgverzekeringsmaatschappijen, geautomatiseerd worden. De eerste klant van ChipSoft is een specialist uit Breda (dokter Kunst). Het Streekziekenhuis Midden Twente (SMT) is het eerste ziekenhuis dat gebruik gaat maken van de software van ChipSoft. Daarna volgt ook het BovenIJ Ziekenhuis, waar Gerrit Mulder als chirurg werkte.

### Uitbreiding naar ziekenhuisinformatiesysteem
Mede dankzij het toenemende gebruik van computers en netwerken in de zorg tussen de jaren '80 en '90 groeit de vraag naar de facturatiesoftware van ChipSoft. Het programma wordt intussen steeds meer uitgebreid op verzoek van gebruikers, onder andere met automatiseringsoplossingen voor herhaalrecepten en afspraken. Dit leidt in 1994 tot de lancering van een volledig geïntegreerd ziekenhuisinformatiesysteem (ZIS) met de naam CS-EZIS (Elektronisch Zorg Informatie Systeem), gebaseerd op het besturingssysteem DOS en ook werkend op Windows, beide van Microsoft.
Door in te blijven spelen op de vraag uit de markt, rekening te blijven houden met de complexe Nederlandse wet- en regelgeving, en door de kosten laag te houden, weet het bedrijf zich staande te houden te midden van zijn concurrenten. Halverwege de jaren '90 werkt meer dan de helft van de medisch specialisten in Nederland met door ChipSoft ontwikkelde software. ChipSoft blijft uiteindelijk over als enige Nederlandse bedrijf dat zich volledig richt op de ontwikkeling van een ZIS. Dat Gerrit en Hans Mulder enig aandeelhouders zijn zorgt ervoor dat ChipSoft snel investeringsbeslissingen kan nemen en daardoor snel op nieuwe ontwikkelingen kan inspelen. De medische achtergrond van Gerrit Mulder zorgt daarbij voor inzicht in de behoeften van de afnemers.
Rond 2000 krijgt CS-EZIS een aangepaste, objectgeörienteerde architectuur en vanaf 2003 wordt het geheel gebaseerd op Windows. Dankzij deze modernisering kan het programma mee met de nieuwste digitale ontwikkelingen.

### Integratie elektronisch patiëntendossier
In 2009 wordt opnieuw een nieuwe versie gelanceerd, gebaseerd op het Microsoft .Net-framework en de Windows Presentation Foundation. Het ZIS wordt hernoemd naar CS-EZIS.Net. In deze versie krijgt elk specialisme een eigen elektronisch patiëntendossier (EPD) waarmee patiëntgegevens zoals medicatie en allergieën kunnen worden gedeeld met andere specialisten. Ook wordt het mogelijk voor patiënten om afspraken te maken en verzetten, gegevens in te zien en vragenlijsten in te vullen. Daarmee wordt het een volledig geïntegreerd ZIS/EPD, waarin zowel de zorg- en de administratief-logistieke processen in één programma worden geregeld. Daarbij wordt ook de implementatie en het onderhoud van het ZIS/EPD bij afnemers door ChipSoft zelf verzorgd. In 2009 zet ChipSoft ook de eerste stappen in het buitenland, in België.

### Marktleider in Nederland
Na 2010 groeit ChipSoft uit tot een van de meest winstgevende bedrijven van Nederland. In 2011 wordt het bedrijf leverancier van het ZIS/EPD van het Leids Universitair Medisch Centrum (LUMC) en het Universitair Medisch Centrum Utrecht (UMCU), de eerste twee academische ziekenhuizen die klant worden. Deze ziekenhuizen ruilen daarmee voor het eerst sinds 1973 hun tot dan toe gebruikte en deels zelf ontwikkelde ZIS in.
In 2013 wordt de nieuwe ZIS/EPD-oplossing HiX (Healthcare Information eXchange) gelanceerd, een totaaloplossing voor dossiervoering, workflow-ondersteuning, zorgadministratie, zorglogistiek, planning en e-health die inzetbaar is op zowel vaste als mobiele apparaten. Het is een nieuwe versie van het bestaande CS-EZIS.Net, maar met een nieuwe naam die beter past bij de toenemende oriëntatie van ChipSoft buiten de eigen landsgrenzen op de Europese markt. Steeds meer ziekenhuizen en zorginstellingen kiezen voor de totaaloplossing van HiX in plaats van het hanteren van meerdere verschillende systemen als ZIS of EPD naast elkaar.
In 2018 werd het bedrijf marktleider binnen de sector als leverancier van zijn ziekenhuisinformatiesysteem.
In 2023 telde het bedrijf meer dan 900 werknemers en had het vestigingen in Amsterdam (hoofdkantoor), Heerenveen, Hoogeveen en Antwerpen.

## HiX
Het primaire product van ChipSoft is het EPD (elektronisch patiëntendossier) Healthcare Information eXchange (afgekort: HiX). In ziekenhuizen doet het daarnaast ook dienst als ZIS (ziekenhuisinformatiesysteem). ChipSoft biedt HiX aan als totaaloplossing voor onder andere digitale informatie-uitwisseling, processturing, logistiek management en administratie in de zorg, voor de markten apotheek, eerstelijnszorg, GGZ en psychiatrie, huisartsenzorg, ketenzorg, revalidatie, VVT, zelfstandige behandelcentra en ziekenhuizen. Met HiX is het onder andere mogelijk om patiëntgegevens tussen zorgverleners uit te wisselen. Zo weten de artsen op de spoedeisende hulp bijvoorbeeld welke medicatie de thuishulp elke dag toedient aan een patiënt en kunnen zij ook zien welke allergieën er voor die patiënt bij de apotheek staan genoteerd.
HiX voldoet volgens ChipSoft als enige EPD in Nederland volledig aan dezelfde kwaliteits- en veiligheidseisen als medische hulpmiddelen.
Naast de ontwikkeling van HiX biedt ChipSoft ook ondersteuning met de implementatie van HiX bij organisaties en het onderhoud daarvan.

## Organisatie
Het hoofdkantoor van ChipSoft staat in Amsterdam. Daarnaast heeft het bedrijf locaties in Heerenveen, Hoogeveen en Antwerpen (België).
Oprichters Gerrit en Hans Mulder zijn enig aandeelhouders.
In 2023 werkten er meer dan 900 mensen voor ChipSoft, verdeeld over drie verschillende afdelingen gericht op ontwikkeling, implementatie/ondersteuning en sales.

## Markt
ChipSoft is sinds 2018 marktleider als leverancier van ZIS/EPD-software aan Nederlandse ziekenhuizen. In 2021 gebruikten 51 ziekenhuizen in Nederland het systeem van ChipSoft (HiX), 23 ziekenhuizen gebruikten een ander systeem, verdeeld over drie andere leveranciers. Daarmee bediende ChipSoft in 2021 70% van deze markt in Nederland.
ChipSoft is naast Nederland ook actief in België, waar in 2018 het Vlaamse AZ Delta ziekenhuis als eerste het EPD van ChipSoft in gebruik nam.